# Novi Sad
Novi Sad (en serbio: Нови Сад, lit. ‘Nuevo Jardín’; en húngaro: Újvidék) es una ciudad situada en el norte de Serbia, a orillas del río Danubio. Es la capital de la provincia autónoma de Voivodina y del distrito de Bačka del Sur. Es un gran centro industrial y cultural nacional, albergando instituciones como la Matica Srpska o el Teatro Nacional de Serbia. Según el censo de 2013, la población del núcleo urbano es de 300 418 habitantes, y de unos 389 245 a escala municipal. Cálculos demográficos no oficiales elevan el número de habitantes a 380 000 o 400 000. Sus estructuras económica y productiva se vieron afectadas durante el bombardeo de la OTAN sobre Yugoslavia, teniendo impactos directos en la población y el medioambiente.

## Historia
Ya en la Edad de Piedra (alrededor del 4500 a. C.) había asentamientos humanos en el territorio de la actual Novi Sad. Estos asentamientos estaban situados en la ribera derecha del Danubio, en el territorio de la actual Petrovaradin. Más tarde, esta región fue conquistada por los celtas (en el siglo IV a. C.) y posteriormente por los romanos en el siglo I a. C. La fortaleza romana llamada Cusum fue construida en este territorio en el siglo I. La fortaleza fue incorporada a la Panonia romana. Los hunos devastaron Cusum en el siglo V.
Petrovaradin es mencionada por primera vez en documentos históricos de 1237. Desde entonces, la ciudad pasó por los dominios húngaro, otomano y austríaco.

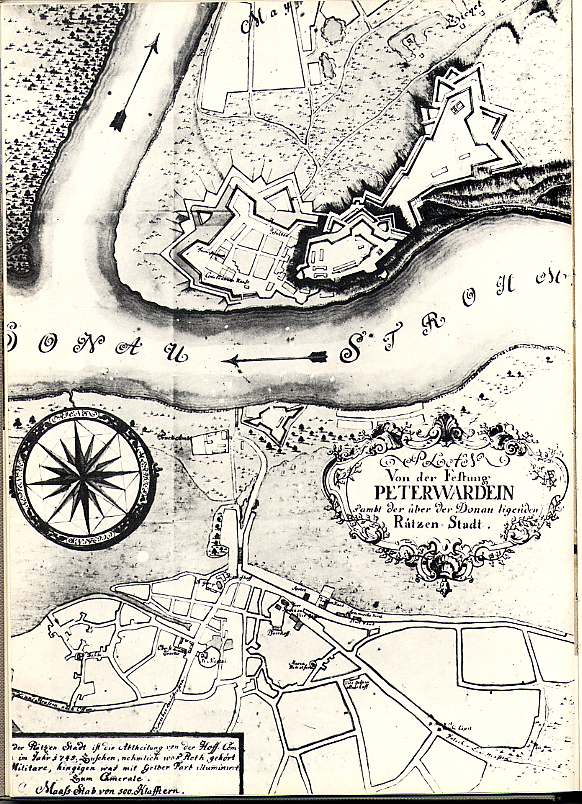
Plano de la ciudad de 1745.

El establecimiento urbano en la ribera izquierda del Danubio se inició en 1694. El primer nombre de este asentamiento fue "Ciudad de los serbios" (Ratzen Statt), que en 1748 se cambió por Novi Sad. Ese mismo año, Novi Sad obtuvo el estatus de "ciudad real libre". 
Durante los siglos XVIII y XIX, fue la mayor ciudad así como el centro cultural de la nación serbia, la cual no tenía estado propio en aquel tiempo, sino que estaba repartida bajo el imperio austriaco y el Imperio otomano. Por eso es conocida como la "Atenas de los serbios".
Durante la revolución de 1848-1849 el ejército húngaro devastó la ciudad, que perdió gran parte de su población. Serbia consiguió su independencia del Imperio otomano, pero Voivodina permaneció en Hungría durante el periodo del Compromiso austrohúngaro (así como otros territorios de mayoría serbia de las actuales Croacia y Bosnia y Herzegovina).
Las tropas serbias liberaron la ciudad en noviembre de 1918. El fin de la Primera Guerra Mundial y el desmembramiento del Imperio austrohúngaro posibilitó la incorporación de Voivodina al Reino de Serbia. Desde entonces Novi Sad se convirtió en parte del Reino de Serbia, y más tarde del Reino de los Serbios, Croatas y Eslovenos (que posteriormente cambiaría su nombre por el de Yugoslavia). 

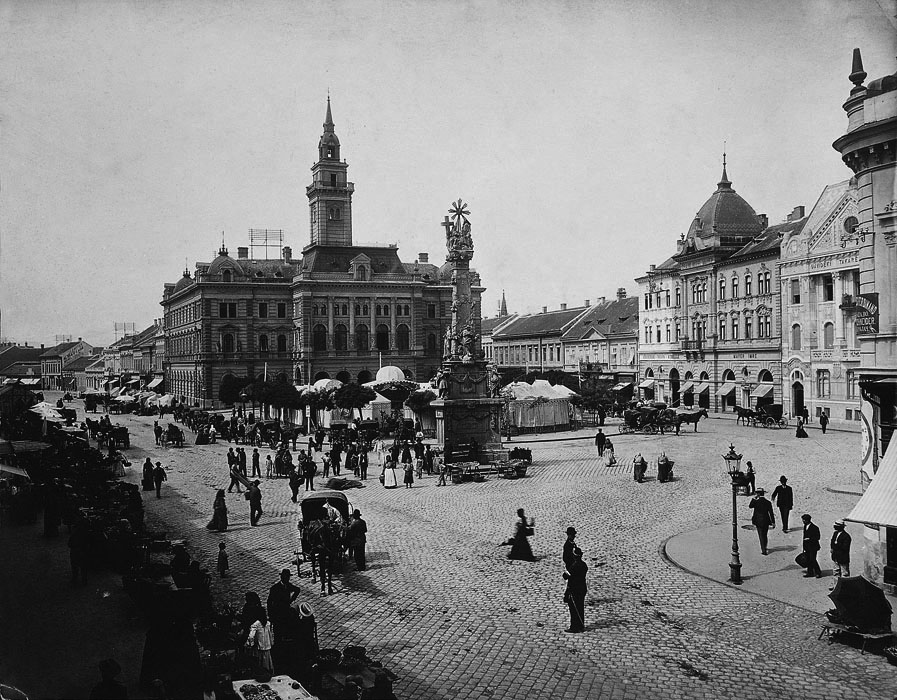
Novi Sad en los años 1900.

En 1929, Novi Sad se convirtió en la capital del Banato del Danubio, una de las nuevas provincias del Reino de Yugoslavia. Hungría y las potencias del Eje ocuparon la ciudad en 1941, pero fue de nuevo liberada en 1944. Desde 1945 es la capital de la región de Voivodina.
Devastada por los bombardeos de la OTAN durante la guerra de Kosovo de 1999, Novi Sad perdió sus tres puentes sobre el Danubio, así como los sistemas de comunicaciones, agua y electricidad. Áreas residenciales fueron bombardeadas con bombas de fragmentación varias veces, al tiempo que su refinería de petróleo fue bombardeada diariamente, causando una severa polución y graves daños ecológicos. A día de hoy, ni la OTAN ni ninguno de los países que bombardearon Yugoslavia en la guerra han pedido perdón a la población civil de la ciudad (a diferencia del gobierno de Serbia, que sí ha pedido perdón por sus crímenes en la guerra de los Balcanes).

## Geografía
Novi Sad se encuentra en la provincia septentrional de Voivodina, y tiene un área de 699 km². La ciudad se encuentra a orillas del río Danubio y de una pequeña sección del canal Danubio-Tisza-Danubio.

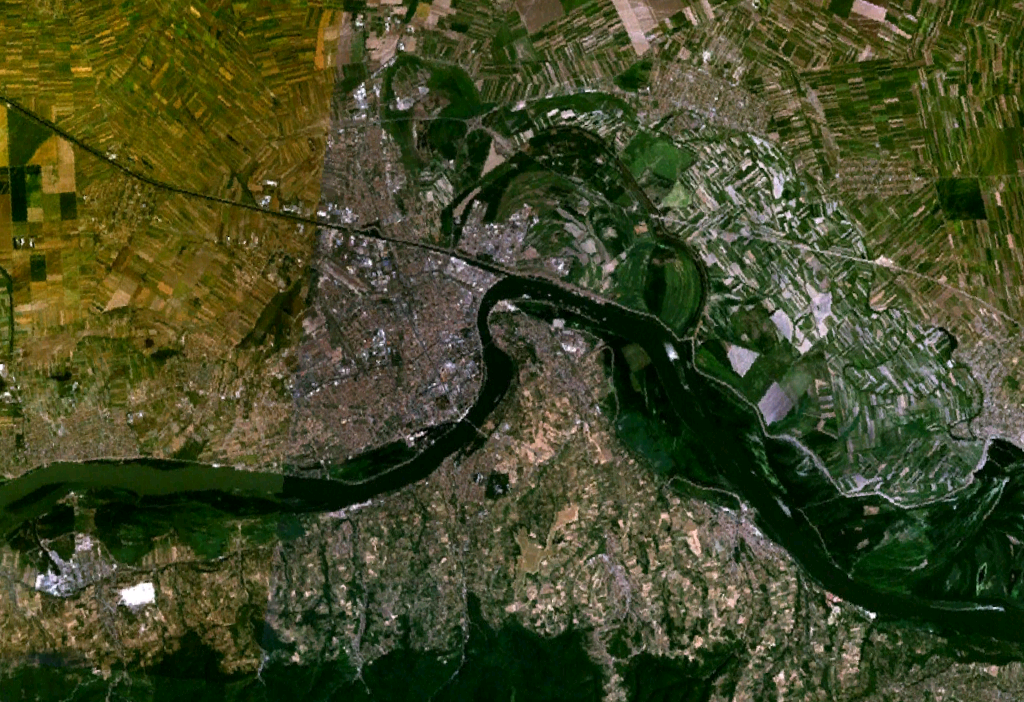
Imagen satelital de Novi Sad.

El paisaje se divide en dos partes, una situada en la región de Bačka y otra en la de Syrmia, separadas entre sí por el Danubio. El lado de Bačkaes una de las partes bajas meridionales de la llanura Panónica, mientras que las de Fruška Gora (Syrmia) es un macizo tectónico. Las llanura aluviales a lo largo del Danubio están bien definidas, especialmente en la orilla izquierda, y en algunas partes se extienden hasta a 10 km del río.
Una gran parte de la ciudad se asienta sobre una terraza fluvial con una elevación entre los 80 y los 83 m sobre el nivel del mar. Por su parte, la sección meridional de Fruška Gora está compuesta por un gran corrimiento de tierra, que sin embargo están inactivas, excepto en el barrio de Ribnjak (entre Sremska Kamenica y la fortaleza de Petrovaradin).

## División administrativa
La ciudad de Novi Sad comprende los núcleos de Novi Sad, Petrovaradin y Sremska Kamenica. El área metropolitana también comprende Futog, Veternik, Bukovac y Ledinci. Hay también varios otros núcleos en el término municipal de Novi Sad, pero están físicamente separados de la ciudad.

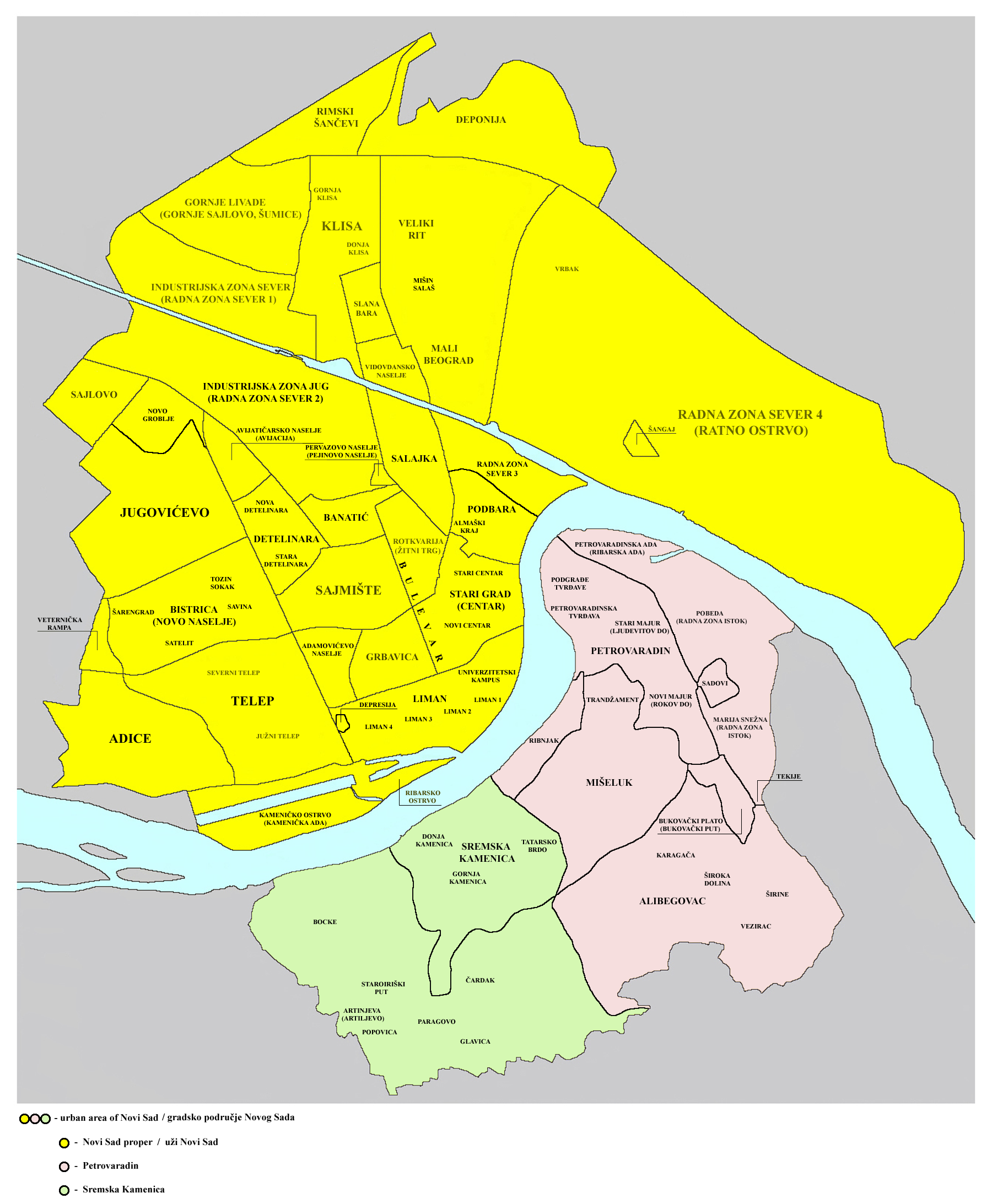
Mapa con las principales divisiones administrativas de la ciudad.

Algunos de los barrios más antiguos de la ciudad son Stari Grad (Old Town), Rotkvarija, Podbara y Salajka que se fusionaron en 1694, cuando se formó la ciudad. Sremska Kamenica y Petrovaradin, en la orilla derecha del Danubio, fueron villas separadas en el pasado, pero ahora son parte de Novi Sad. Liman (dividida en cuatro partes, numeradas I-IV), así como Novo Naselje son barrios construidos entre 1960-1990 con edificios modernos y bulevares anchos.
Los nuevos barrios, como Liman, Detelinara y Bistrica, con modernos altos edificios residenciales emergieron de campos y bosques rodeando la ciudad para dar casa al gran flujo de nuevos habitantes procedentes del campo después de la Segunda Guerra Mundial. Muchas casas antiguas en el centro y los barrios Rotkvarija y Bulevar fueron destruidas en la posguerra para hacer nuevos barrios de viviendas.
Los barrios de casas más nuevas se ubican principalmente lejos del centro; Telep en el suroeste es el más antiguo de ellos, mientras que Klisa en el norte, así como Adice, Veternička Rampa y Veternik en el oeste se expandieron significamente a principios del siglo XXI, en parte debido al flujo de refugiados serbios durante las guerras yugoslavas.

### Municipios (2002-2019)
El 14 de junio de 2002, la ciudad con su territorio rural fue dividida en dos municipios urbanos: el municipio de Novi Sad y Petrovaradin, al norte y sur del Danubio respectivamente. Estas entidades fueron criticadas como "municipios de papel": nunca llegaron a funcionar como municipios autónomos y el ayuntamiento centralizado de la ciudad seguía manteniendo casi todas las funciones administrativas, pero formaban parte del mapa oficial de municipios de Serbia y aparecían como tal en los censos. El 25 de marzo de 2019, ambos municipios urbanos fueron suprimidos y Novi Sad volvió a ser una ciudad-municipio.

### Suburbios
Además de la parte urbana de la ciudad (que incluye a Novi Sad propiamente dicha, con población de 255 339 habitantes, Petrovaradin (16 817) y Sremska Kamenica (12 660)), en el área municipal de Novi Sad hay doce pueblos y una villa; en estas localidades rurales vive la cuarta parte de la población, y algunas están creciendo al integrarse poco a poco como suburbios de la ciudad, como ocurre en Futog y Veternik.
Algunas localidades ubicadas en municipios administrativamente separados como Sremski Karlovci, Temerin y Beočin forman área metropolitana con Novi Sad desde el punto de vista económico, llegando a compartir la red de transporte público.
| N.º | Nombre        | Tipo   | Municipio (2002-2019) | Población(2009) |
| 1   | Begeč         | pueblo | Novi Sad              | 3502            |
| 2   | Budisava      | pueblo | Novi Sad              | 4004            |
| 3   | Bukovac       | pueblo | Petrovaradin          | 4049            |
| 4   | Čenej         | pueblo | Novi Sad              | 2134            |
| 5   | Futog         | villa  | Novi Sad              | 20 378          |
| 6   | Kać           | pueblo | Novi Sad              | 12 499          |
| 7   | Kisač         | pueblo | Novi Sad              | 5566            |
| 8   | Kovilj        | pueblo | Novi Sad              | 5612            |
| 9   | Ledinci       | pueblo | Petrovaradin          | 1881            |
| 10  | Rumenka       | pueblo | Novi Sad              | 6485            |
| 11  | Stari Ledinci | pueblo | Petrovaradin          | 926             |
| 12  | Stepanovićevo | pueblo | Novi Sad              | 2216            |
| 13  | Veternik      | pueblo | Novi Sad              | 16 503          |

## Demografía
Novi Sad es la segunda ciudad más grande de Serbia (después de Belgrado), y la mayor ciudad de Voivodina. Desde que fue fundada, la población de la ciudad no ha parado de crecer. El censo de 1991 nos dice que el 56,2 % de la gente que se trasladó a Novi Sad en el periodo comprendido entre 1961 y 1991 lo hizo desde otras partes de Vojvodina, mientras que el 15,3 % procedía de Bosnia y Herzegovina y el 11,7 % restante de Central Serbia.
De acuerdo con el último censo oficial efectuado en 2002, la población urbana ascendía a 216 583 habitantes (299 294 si se tienen en cuenta las áreas rurales del municipio). En 2004, las estimaciones indicaban un ligero crecimiento poblacional de casi 7000 habitantes. La estimación más reciente, datada en diciembre de 2009, registraba una población total de 370 757 habitantes, de los cuales 284 426 corresponden al área urbana. La ciudad tiene una densidad de población de 1673,7 hab/km². Según el censo de 2002, la población de Novi Sad está compuesta de serbios (75,50 %), húngaros (5,24 %), yugoslavos (3,17 %), eslovacos (2,41 %), croatas (2,09 %), montenegrinos (1,68 %) y otros.
La mayoría de los distritos del Ayuntamiento están compuestos por una mayoría serbia, mientras que el distrito de Kisač tiene una mayoría de origen eslovaco.

## Economía
Novi Sad es el centro económico de Voivodina, la región más fértil en términos agrícolas de toda Serbia. La ciudad también es uno de los mayores centros económicos y culturales tanto de Serbia como de la ex Yugoslavia. Tiene una superficie de 3 621 012 m² de suelo para oficinas.

Edificio de la NIS, sede de la Industria Petrolera de Serbia.

Novi Sad ha sido una ciudad relativamente desarrollada desde los tiempos de la ex Yugoslavia. En 1981 su PIB per cápita fue del 172 % de la media nacional. En los años 1990, se vio fuertemente afectada por el embargo comercial y la hiperinflación del dinar yugoslavo, golpeando fuertemente a industrias como Novkabel (industria de cableado eléctrico), Pobeda (metalmecánica), Jugoalat (herramientas), Albus y HINS (industria química). Los únicos centros industriales restantes son de hecho la refinería de petróleo y la central termoeléctrica, situados al nororiente, cerca de la localidad de Šangaj.
Su economía se ha recuperado de los bombardeos, y ha registrado un notable crecimiento desde 2001, pasando de ser un centro de producción industrial a una zona concentrada en el sector terciario. El proceso de privatización de las compañías colectivas, lo mismo que una fuerte inversión de capital privado, incrementaron la parte de sociedades privadas al 95 % del total, dominando el desarrollo económico de la ciudad las pequeñas y medianas empresas.
Novi Sad es un importante centro financiero, con bancos como Vojvođanska, Erste, Kulska, Meridian, Metals, NLB Continental y Panonska; y la segunda mayor compañía de seguros de Serbia, el DDOR Novi Sad. La ciudad es la sede de la industria industria petrolera pública y del mercado nacional de granos.
A finales de 2005, la oficina estadística publicó la lista de los municipios más desarrollados de Serbia, situándose Novi Sad en el séptimo lugar en cuanto a PNB, tras algunos municipios de Belgrado y Bečej, con un 201,1 % por encima del promedio nacional.

### Turismo

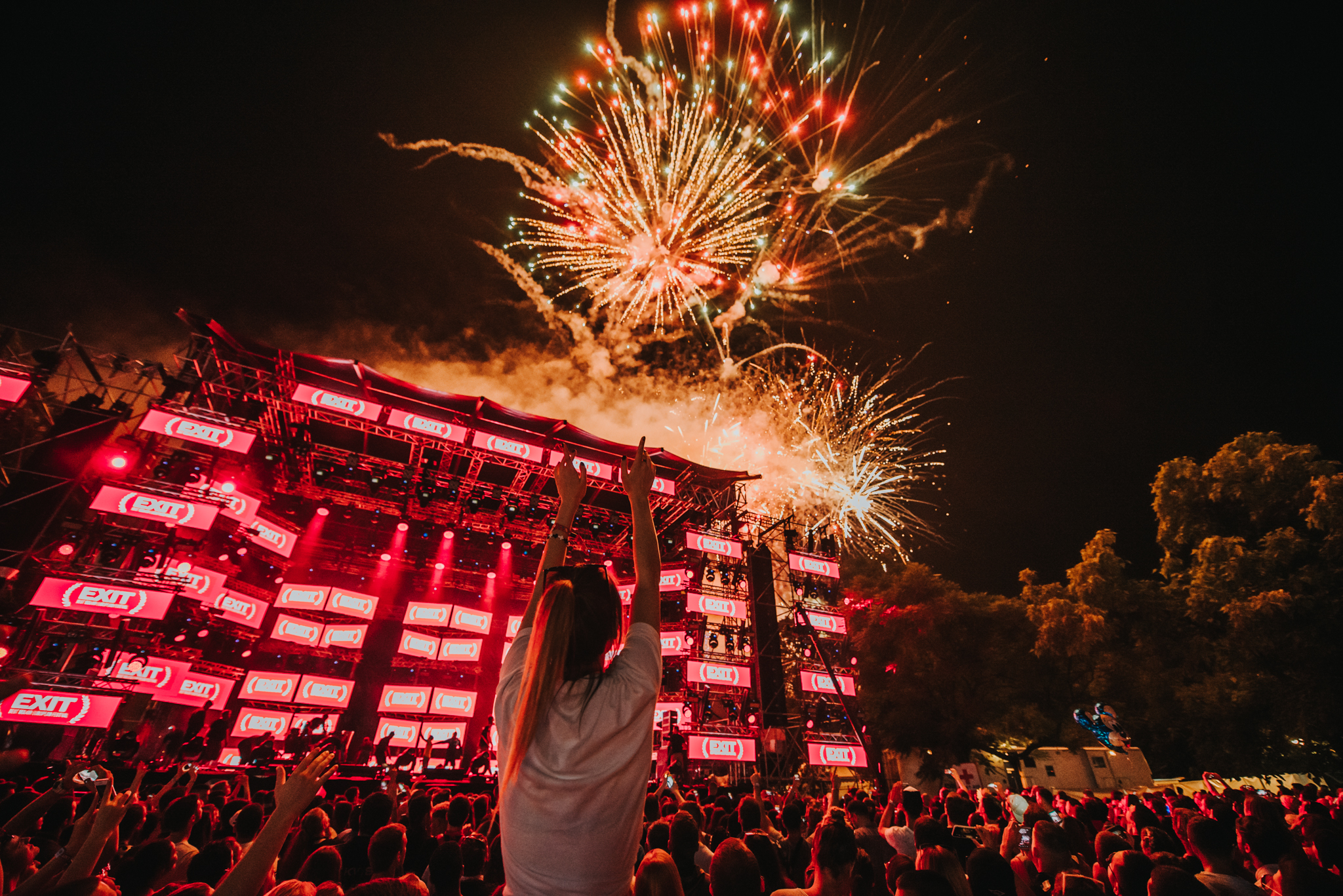
Fortaleza de Petrovaradin durante el festival de Exit.

La cantidad de turistas comienza a crecer desde el año 2000, cuando Serbia comenzó a abrirse a Europa Occidental y los Estados Unidos. Cada año, a principios de julio, durante el festival musical EXIT, la ciudad se llena de jóvenes de toda Europa. EXIT Festival fue proclamado como mejor festival musical de Europa en los UK Festival Awards del Reino Unido en 2007. Por su parte, la Feria de Novi Sad Fair atrae gente de negocios, lo mismo que su exhibición agrícola de gran importancia regional.
La fortaleza de Petrovaradin es el monumento más emblemático de Novi Sad.

## Sociedad y cultura

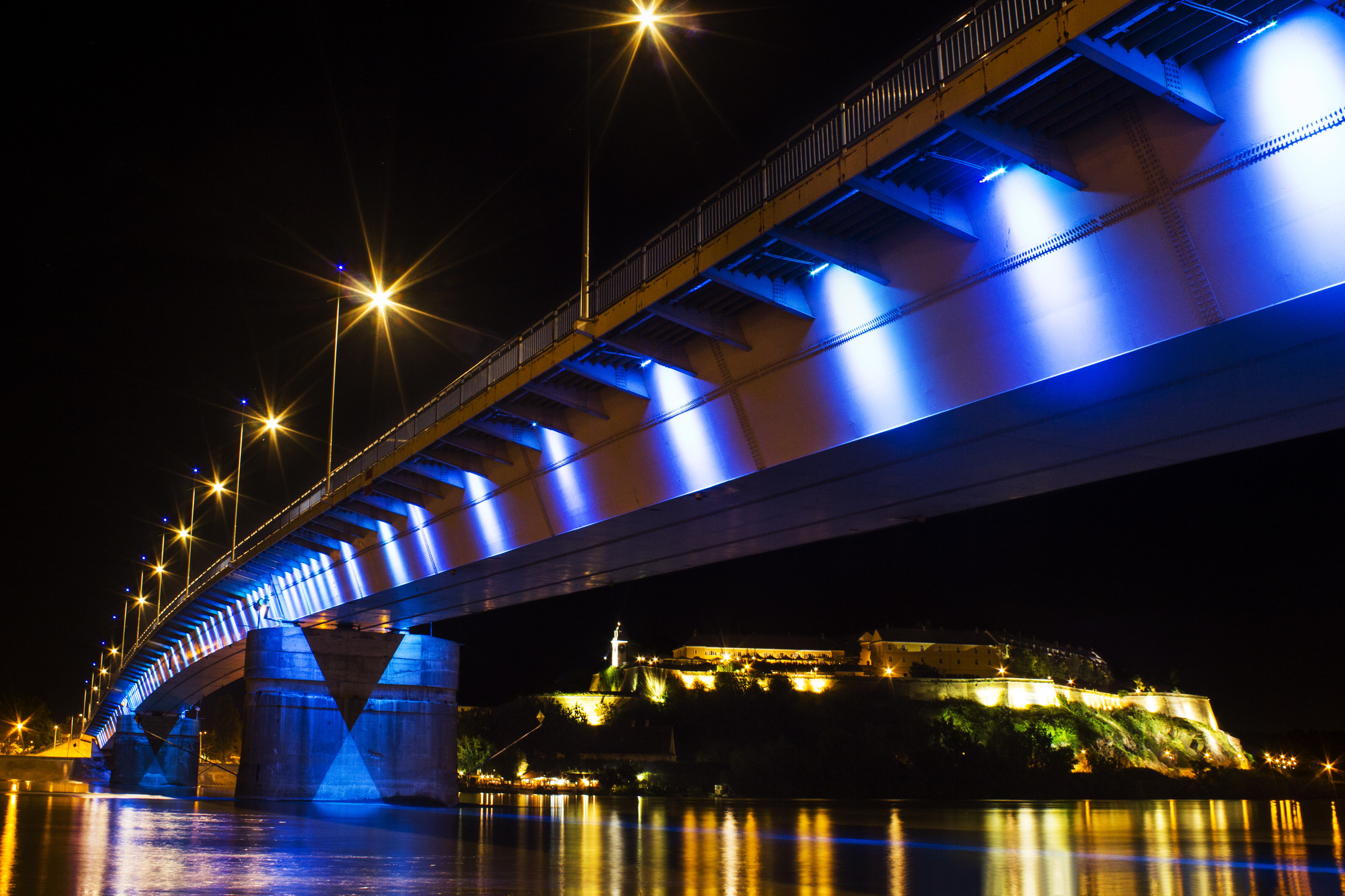
Fortaleza de Petrovaradin.

En el siglo XIX Novi Sad fue la capital de la cultura serbia, ganándose el apodo de la Atenas local. De hecho, una gran parte de los novelistas, poetas, juristas y publicistas trabajaron en ella en algún punto de su carrera, como Vuk Stefanovic Karadzic, Mika Antić o Djura Jaksic. La Matica Srpska, la más antigua institución científico-cultural de Serbia, fue en efecto trasladada de Budapest a Novi Sad en 1864, aportando una biblioteca con más de 800 000 volúmenes. El Teatro Nacional de Serbia, el más antiguo teatro profesional entre los eslavos del sur, fue asimismo fundado en Novi Sad en 1861.  La familia de Mileva Maric se mudó a Novi Sad durante su infancia, la cual fue una brillante matemática y física serbia, esposa de Albert Einstein que el visitó en 1905.
Hoy en día, Novi Sad es el segundo centro cultural en Serbia después de la capital Belgrado. Desde el año 2000, Novi Sad es la sede del Festival Exit, el mayor festival de música del verano a escala regional y nacional, y también el único festival de teatro alternativo y de nuevo teatro en Serbia. Por su parte, Infant es el festival más importante de la literatura infantil, contando la ciudad asimismo con el Festival Internacional de Literatura, el de Jazz y otros
Además del Teatro Nacional de Serbia, son asimismo importantes el Teatro de la Juventud, el Centro Cultural de Novi Sad y el Teatro de Novi Sad. La Sinagoga de Novi Sad también alberga numerosos eventos culturales en la ciudad. 
Importantes instituciones culturales de la ciudad son la Academia de las Artes y de las Ciencias de Serbia, la Biblioteca de la Matica Srpska, la Biblioteca de la Ciudad de Novi Sad y Azbukum. La ciudad también alberga instituciones culturales de Voivodina, como el Archivo de Voivodina, que desde 1565 conserva una gran cantidad de documentos históricos de la región.

## Educación

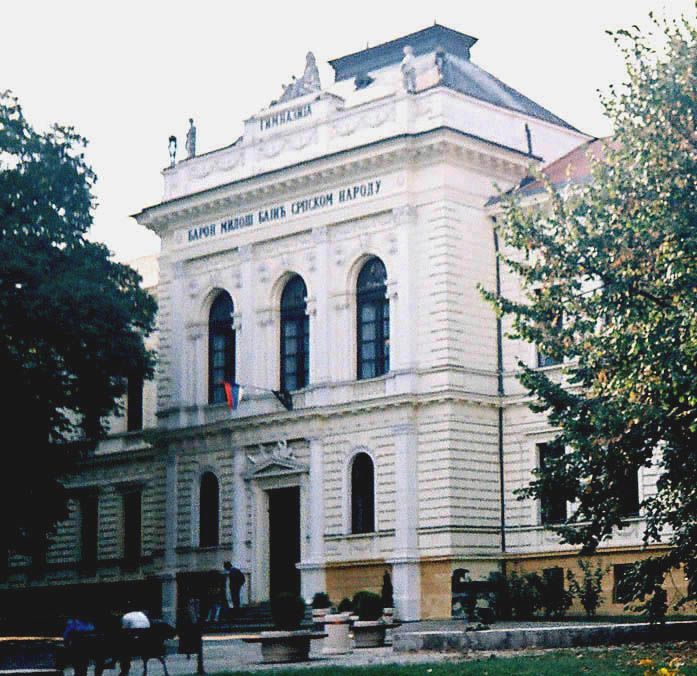
El gimnasio Jovan Jovanović Zmaj, fundado en 1810.

Novi Sad es uno de los principales centros serbios de educación superior y de investigación, con varias universidades y varios colegios profesionales técnicos y privados, así como institutos de investigación, incluyendo una facultad de derecho con una publicación propia.
Novi Sad es la sede de dos universidades y de siete facultades privadas. La mayor institución educativa es la Universidad de Novi Sad con cerca de 38 000 estudiantes y una planta de 2700 personas. Se fundó en 1960 con nueve facultades, de las cuales siete se encuentran en su campus. La ciudad también cuenta Universidad Abierta de Novi Sad y el Colegio Teológico de Novi Sad.
En Novi Sad hay treinta y seis escuelas primarias, de las cuales treinta y tres regulares y tres especiales, que suman 26 000 pupilos. El sistema de educación secundaria comprende once escuelas vocacionales y cuatro gimnasios con cerca de 18 000 estudiantes. El gimnasio Jovan Jovanović Zmaj, fundado en 1810, es la más antigua escuela de la ciudad.

## Deporte
Aunque las asociaciones deportivas se remontan a los años 1790, pero el verdadero impulso al deporte sólo se dio con la creación de la Asociación Municipal de la Cultura Física en 1959 y más tarde en 1981, con la construcción del Centro Deportivo Spens. En la actualidad hay cerca de 220 organizaciones deportivas en la ciudad. 
El deporte más popular es el fútbol. Hay una gran cantidad de canchas de fútbol en los barrios de Novi Sad. El principal equipo de fútbol de la localidad es el FK Vojvodina, que lleva el nombre de la región y fue fundado en 1914. Juega en la primera división serbia y disputa sus encuentros en el estadio Karađorđe, el más importante de la ciudad con capacidad para 20 000 espectadores. En la segunda y en la tercera división juegan clubes menores, de los cuales los más conocidos son el FK Novi Sad, el FK Kabel, el FK Mladost, y el FK Slavija Novi Sad.
Algunos ciudadanos de Novi Sad participaron Juegos Olímpicos de 1896, los primeros de la historia, celebrados en Atenas. Once deportistas de la ciudad participaron en la representación de Yugoslavia en los Juegos Olímpicos de Atlanta, logrando seis medallas. En los Juegos de Moscú en 1980 participaron tres, y dos tanto en los de Montreal en 1976 como en los de Melbourne en 1956.

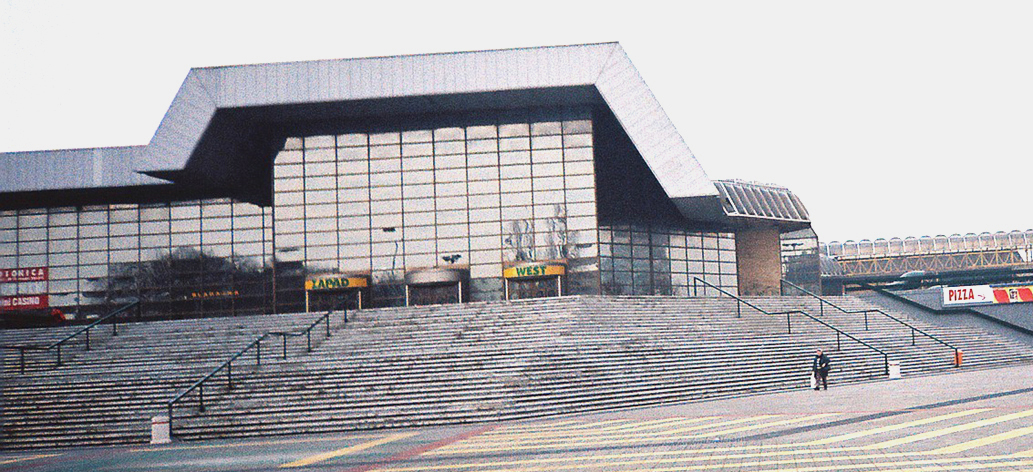
El centro deportivo Spens, construido en 1981.

Novi Sad fue la sede de los campeonatos europeos y mundiales de tenis de mesa en 1981, de las Vigesimonovenas Olimpíadas de ajedrez en 1990, lo mismo que de los campeonatos europeos y mundiales de sambo, de los campeonatos europeos y balcánicos de judo, y en 1987 del partido final de la Recopa de Europa de Baloncesto y de la ronda final del Campeonato Europeo de voleibol. Entre el 16 y el 20 de septiembre de 2005 la ciudad fue asimismo una de las sedes del Campeonato Europeo de Baloncesto Masculino. En 2016 se albergàron los campeonatos de Europa júnior y cadete de esgrima.
La extenista y exnúmero uno del mundo Mónica Seles nació en esta localidad en el año 1973.

## Infraestructura

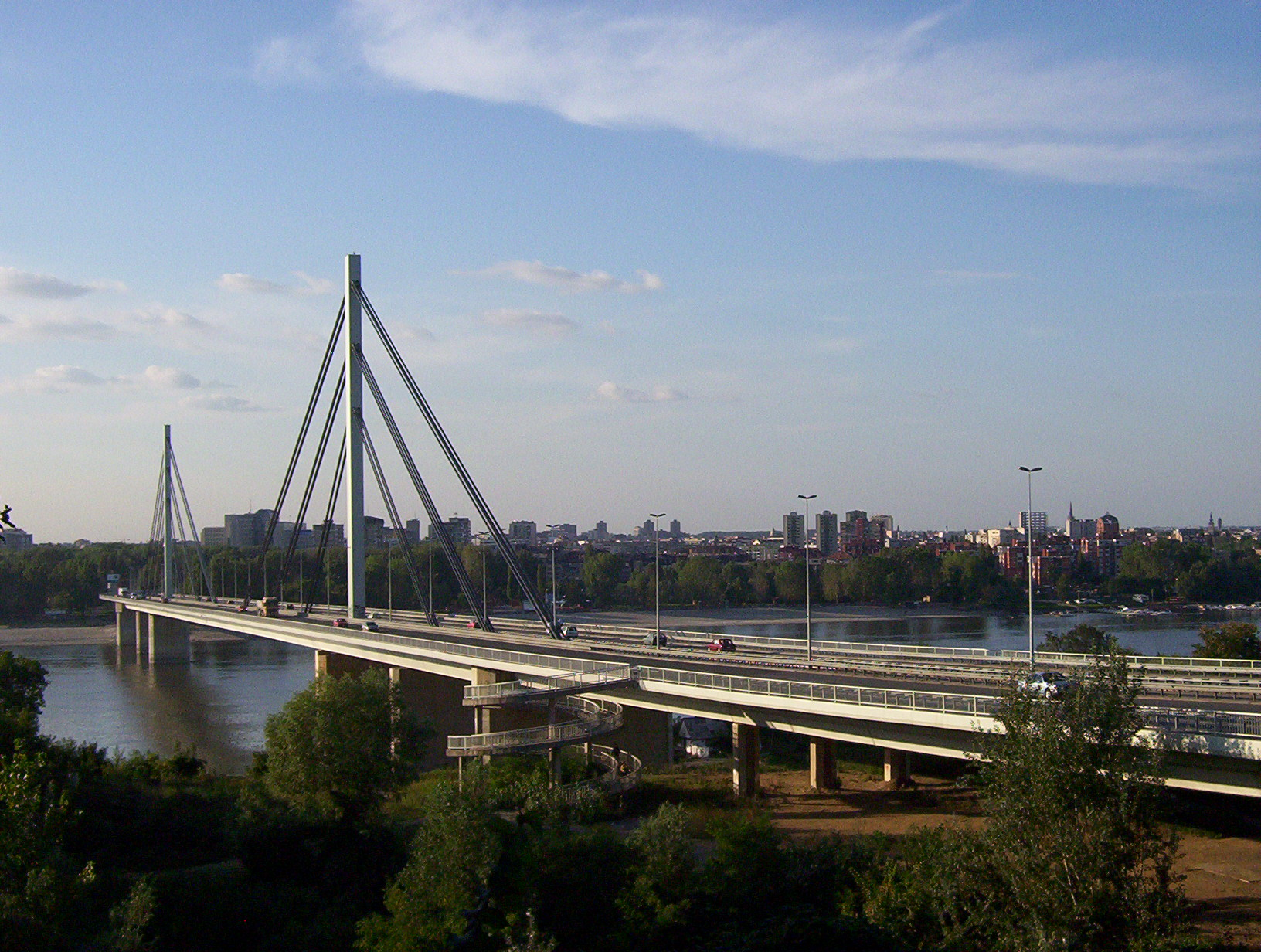
Puente de la Libertad.

Novi Sad se conecta por autopista con Subotica y Zrenjanin, y por carretera con Belgrado. Está asimismo unida por tren con las principales ciudades europeas, como Viena, Budapest, Kiev y Moscú. Los puentes sobre el Danubio constituyen estructuras características de la ciudad, y han sido reconstruidos tras el bombardeo de la OTAN sobre Yugoslavia en los años 1990. Novi Sad se encuentra a cerca de noventa minutos del aeropuerto de Belgrado-Nikola Tesla.

### Transporte

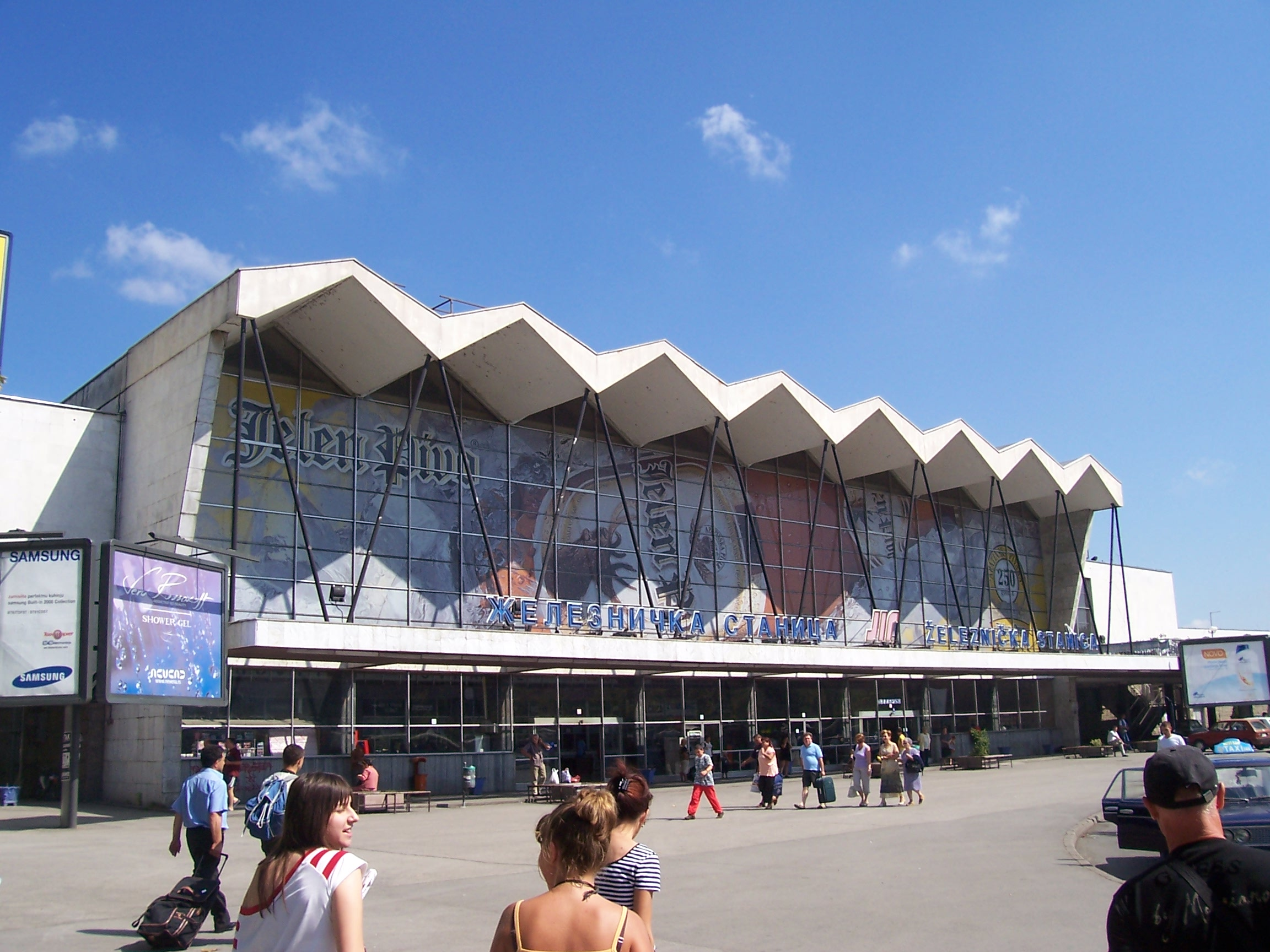
Estación de ferrocarril

La principal red de transporte de Novi Sad lo constituye el sistema de autobuses. Hay cerca de veintiún líneas urbanas y veintinueve suburbanas. Su operador es JGSP Novi Sad, cuya estación de autobús central se encuentra al comienzo del Bulevar de la Liberación. Hay además varias compañías de taxi operando en la ciudad. El sistema de tranvía de la ciudad fue desmantelado en 1958.

## Ciudades hermanadas
- Budva (Montenegro)
- Changchun (China)
- Dortmund (Alemania)
- Ilioúpoli (Grecia)
- Módena (Italia)
- Toluca de Lerdo (México)
- Nizni Nóvgorod (Rusia)
- Norwich (Reino Unido)
- Timişoara (Rumanía)